# Lijst van ministers van Sociale Aangelegenheden en Gezondheid in de Franse Gemeenschap
Dit is een lijst van ministers van Sociale Aangelegenheden en Gezondheid in de Franse Gemeenschapsregering.

## Lijst
| Nr.   | Minister       | Minister                       | Partij       | Partij      | Begin             | Einde                  | Regering(en)     | Bevoegdheid                           |
| ----- | -------------- | ------------------------------ | ------------ | ----------- | ----------------- | ---------------------- | ---------------- | ------------------------------------- |
| 1     |                | Philippe Monfils (1939)        |              | PRL         | 22 december 1981  | 3 december 1985        | Moureaux I       | Sociale Aangelegenheden               |
| 2     |                | Robert Urbain (1930-2018)      |              | PS          | 22 december 1981  | 3 december 1985        | Moureaux I       | Gezondheid                            |
| 3     |                | Edouard Poullet (1929)         |              | PSC         | 3 december 1985   | 2 februari 1988        | Monfils          | Sociale Aangelegenheden               |
| 4     |                | André Bertouille (1932)        |              | PRL         | 3 december 1985   | 2 februari 1988        | Monfils          | Gezondheid                            |
| [ 1 ] |                | Robert Urbain (1930-2018)      |              | PS          | 2 februari 1988   | 11 mei 1988            | Moureaux II      | Sociale Aangelegenheden en Gezondheid |
| 5     |                | Charles Picqué (1948)          |              | PS          | 11 mei 1988       | 6 juli 1989            | Féaux            | Sociale Aangelegenheden en Gezondheid |
| 6     |                | François Guillaume (1936-2018) |              | PS          | 6 juli 1989       | 7 januari 1992         | Féaux            | Sociale Aangelegenheden en Gezondheid |
| 7     |                | Magda De Galan (1946)          |              | PS          | 7 januari 1992    | 6 mei 1993             | Anselme          | Sociale Aangelegenheden en Gezondheid |
| 8     |                | Laurette Onkelinx (1958)       |              | PS          | 6 mei 1993        | 21 juni 1995           | Onkelinx I       | Sociale Aangelegenheden en Gezondheid |
| 8     | 1 januari 1994 | Laurette Onkelinx (1958)       | 13 juli 1999 | PS          | Onkelinx I, II    | Gezondheidsbevordering |                  |                                       |
| 9     |                | Nicole Maréchal (1957)         |              | Ecolo       | 13 juli 1999      | 19 juli 2004           | Hasquin          | Gezondheid                            |
| 10    |                | Catherine Fonck (1968)         |              | cdH         | 19 juli 2004      | 16 juli 2009           | Arena, Demotte I | Gezondheid                            |
| 11    |                | Fadila Laanan (1967)           |              | PS          | 16 juli 2009      | 22 juli 2014           | Demotte II       | Gezondheid                            |
|       |                |                                |              |             |                   |                        |                  |                                       |
| 12    |                | Bénédicte Linard (1976)        |              | Ecolo       | 17 september 2019 | 16 juli 2024           | Jeholet          | Gezondheid                            |
| 13    |                | Valérie Glatigny (1973)        |              | MR          | 17 september 2019 | 19 juli 2023           | Jeholet          | Universitaire Ziekenhuizen            |
| 14    |                | Françoise Bertieaux (1958)     |              | MR          | 19 juli 2023      | 16 juli 2024           | Jeholet          | Universitaire Ziekenhuizen            |
| 15    |                | Yves Coppieters (1968)         |              | Les Engagés | 16 juli 2024      | heden                  | Degryse          | Gezondheid                            |